# Raḩīm Dād
Raḩīm Dād (persiska: رحیم داد) är en ort i Iran.   Den ligger i provinsen Nordkhorasan, i den nordöstra delen av landet, 600 km öster om huvudstaden Teheran. Raḩīm Dād ligger 711 meter över havet och antalet invånare är 227.
Terrängen runt Raḩīm Dād är huvudsakligen kuperad, men åt sydost är den bergig. Runt Raḩīm Dād är det ganska glesbefolkat, med 27 invånare per kvadratkilometer. Närmaste större samhälle är Badrānlū, 16,3 km sydväst om Raḩīm Dād. Omgivningarna runt Raḩīm Dād är i huvudsak ett öppet busklandskap.